# Mònica Dòria Vilarrubla
Monica Doria Vilarrubla, née le 4 décembre 1999 à La Seu d'Urgell, est une céiste andorrane pratiquant le slalom à haut-niveau depuis 2014. Elle s'entraîne en Espagne mais représente la Principauté d'Andorre dans les compétitions internationales.

## Parcours sportif
En 2017, elle devient championne d'Europe Junior, à Hohenlimbourg, dans la catégorie C1.
Lors des Championnats du monde de slalom 2019 à la Seu d'Urgell, en Espagne, elle décroche une 8e place (en C1) et une 30e place (en K1) lui octroyant une qualifications aux Jeux olympiques de Tokyo 2020. Monica Doria Vilarrubla y représentera Andorre dans les épreuves de C1 et de K1 ; elle est également le porte-drapeau de la délégation.
Elle est nommée porte-drapeau de la délégarion d'Andorre aux Jeux olympiques d'été de 2024 à Paris aux côtés de l'athlète Nahuel Carabaña (en).

## Palmarès

### Championnats du monde
- Médaille de bronze en K1 extrême en 2022 à Augsbourg

### Championnats d'Europe
- Championne d'Europe senior en 2025 à Vaires-sur-Marne en C1
- Championne d'Europe junior en 2017 à Hohenlimbourg en C1

### Coupe du monde
- Médaille d'argent le 16 juin 2019 à Bratislava en C1